# ОФИ Крит
ОФИ е футболен отбор от град Ираклион на остров Крит. Абревиатурата ОФИ (Όμιλος Φιλάθλων Ηρακλείου, траслитерирано Omilos Filathlon Irakleiou) от гръцки език буквално означава „клуб на привържениците от Ираклион“.
Отборът на ОФИ държи рекорда за най-много изиграни мачове в гръцкото първенство, като по този показател е наравно с футболните грандове АЕК (Атина), Олимпиакос и Панатинайкос. Клубът от Ираклион е основан през 1925 г. и играе своите домакински мачове на стадион „Панкратио“, който има капацитет от 25 000 седящи места. В своят актив футболен клуб ОФИ има записана една Балканска клубна купа през сезон 1988/1989 и една спечелена купа на Гърция през 1989 г. През 2007 г. ОФИ играе финал за турнира УЕФА — Интертото. Някои от бившите играчи на ОФИ са: бившия селекционер на националния отбор на Румъния Ангел Йорданеску, Мамаду Диара, както и бившия капитан на ЦСКА Методи Деянов.

## Успехи
Национални:
- Гръцка Лига:
  -  Вицешампион (1): 1985/86
  -  Бронзов медал (2): 1986/87, 1996/97
- Купа на Гърция:
  -  Носител (1): 1986/87
  -  Финалист (2): 1989/90, 2024/25
- Суперкупа на Гърция:
  -  Финалист (2): 1987

Международни:
- Балканска клубна купа:
  -  Носител (1): 1988/89
- Купа Интертото:
  -  Финалист (2): 2007

## Български футболисти
- Томас Лафчис: - 1981/83 - (33 мача - 0 гола), 1987/88 - (14 мача - 0 гола)
- Методи Деянов: 2002/07 - (100 мача - 20 гола)
- Александър Томаш: 2003/06 - (56 мача - 2 гола)
- Владимир Гаджев: 2007/08-наем - (18 мача - 0 гола)
- Даниел Наумов: 2024- - (4 мача - 0 гола)